# 李凌彪
LING（鈴，1982年12月6日—），本名李凌彪，中国广东广州人，中国大陆男性漫画家暨同人志画家。现時為漫友文化签约作者，其主要漫画作品在漫友文化旗下的《漫友》等多本杂志连载，并且有出版单行本。作品主题风趣活泼，画风简洁明快，有着浓厚的日系漫画色彩。代表作《超合金社团》及《邻居家是画漫画的阿幺》，同时以MIHARU为笔名进行同人创作。

## 生平经历
Ling从初中时代起就对电脑CG和漫画技术感兴趣，并于互联网尚未在中国大陆普及之时就开办了自己的个人网站cgsky.126.com（后转移到cg-sky.com），通过互联网展示和分享自己的CG作品，并发布一些简单的绘画教程。后来他成为了同人作品团体“纯色堂”的创办人之一，参与广州地区早期的各项漫展，也在火神等早期cg相关网站发表作品，开始在业界内有一定名气。
2002年1月，LING开始在杂志《Pop Gamer-大众游戏》连载四格《戏行漫记》，2002年2月他获得了广州2002冬季漫画展首届新人奖第一名。2004年4月至2006年3月间，他的作品长篇故事《魔法超校生》在杂志《漫动作•少年志GoGoTop》连载。
广东外语外贸大学毕业后，ling没有选择跟自己读书时的专业工作，而是投入到漫画连载作品的制作，成为一名职业的漫画家。他的作品使用电脑辅助作业，而且不使用传统的打网方式，在成本降低的同时提高出品效率。在《魔法超校生》和《超合金社团》连载后，Ling的知名度大幅上升，由于其中性的自画像，ling的性别一度成为其支持者争论的焦点。
2011年，有报导指他已经结婚。

## 作品

### 漫画
- 戯行漫记（2002-2003，POPGAMER）
- 魔法超生（2004-2006，漫动作）
- 超合金社团（2005-2013，漫友，脚本：风息神泪）
- 麻烦魔法使☆千葵（2007-休刊中，漫友）
- 邻居家是画漫画的阿幺（2007-2011，漫画SHOW）
- 红叶琉璃（2011-连载中，漫画SHOW）

### 画集
- 时间胶囊（2010）

## 曾获奖项
- 第3届金龙奖内地年度最佳漫画新人